# نقطه دسترسی سرویس
نقطه دسترسی سرویس (به انگلیسی: service access point) به صورت سرویس کاربری ای تعریف می شود که رده ی خاصی از داده ها را دریافت و ارسال می کند و اجازه می دهد تا رده های مختلف داده به سمت مدیریت کننده سرویس (به انگلیسی: service handler) مربوطه برود.

## شرح
نقطه ای در لایه ای از ساختار لایه ای است که سرویس شبکه در آن فراهم می شود و جایی است که لایه بالایی لایه ای که سرویس را فراهم کرده به آن دسترسی پیدا می کند. بنابراین برای مثال اگر لایه ای که سرویس ایمیل را ارئه می ده، نقطه دسترسی سرویس، رابطی است که امکانات نرم افزاری ای را برای پردازش ایمیل فراهم می کند. بعضی وقت ها نقطه دسترسی را به صورت SAP خلاصه می کنند.

## روابط بین لایه ها

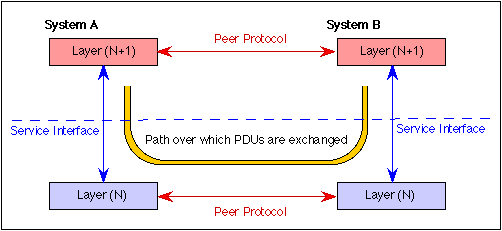
رابط بین لایه های پروتکل

به مرز یبن دو لایه مجاور رابط گویند. وقتی دو نقطه از یک لایه با استفاده از رابطی با هم ارتباط برقرار می کنند به این رابط پروتکل همتابه‌همتا (P2P) می گویند. ولی اگر این رابط، ارتباط بین لایه ی nام و لایه ی n+1ام را فراهم کند، این رابط را رابط سرویس می نامند. درواقع در یک ارتباط به وسیله ی P2P در هر لایه ی n، ابتدا یک رابط سرویس به لایه ی n-1 میخورد سپس بین n-1 ها یک P2P انجام شده و با رابط سرویس به لایه ی n بر میگردد. این رویه در یک P2P بین دو لایه تا لایه ی فیزیکی پیش می رود.به این پروتکل که در طول یک انتقال پیام صورت گرفت، نقطه دسترسی سرویس نام دارد.